# 廖烈文

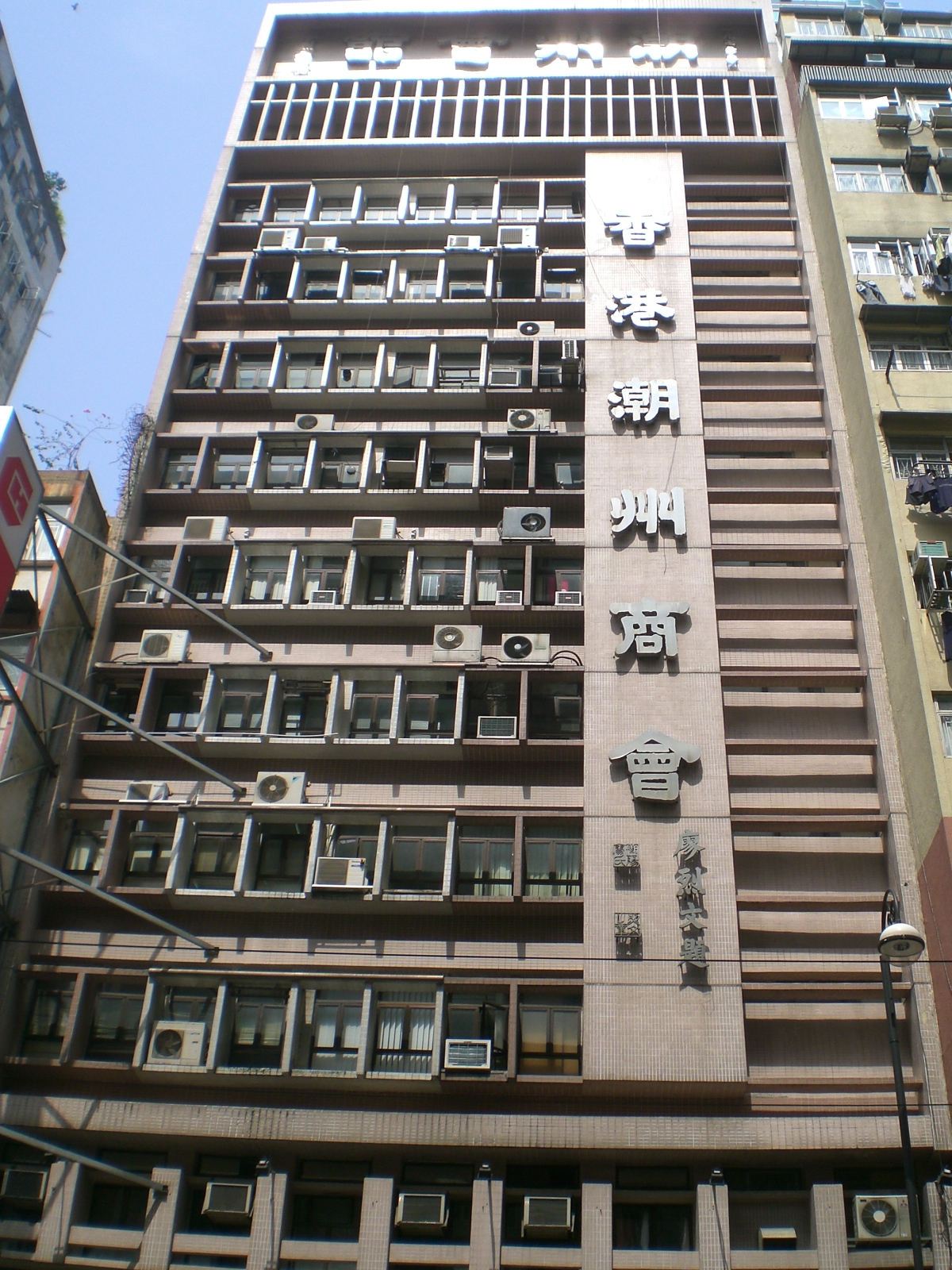
香港潮州商會大廈外的廖烈文題字

廖烈文，GBS，JP（1929年5月4日—2015年12月17日），原籍廣東潮陽司馬浦鄉，潮州人，是創興銀行前主席和香港廖寶珊家族的關鍵成員，廖寶珊的第二子。

## 生平
廖烈文生於1929年5月4日，曾就讀同濟中學，其後往英國念書，於上海同濟大學畢業，是他聯同家族成員，把廖創興企業重回發展之道。廖烈文在1975年獲委任為太平紳士，婚後育有2子3女。

## 事件
1961年6月，“廖寶珊事件”期間，父親廖寶珊受謠言所害，心力交瘁，家族資產銀主盤拍賣，父親廖寶珊因此腦溢血不治。身為兒子的廖烈文、廖烈科、廖烈武等臨危受命，作風低調謹慎處理，因此能夠避過1965年初的香港股災和又擠提事件。 甚至在1972年，廖創興於香港成為上市公司。1973年與日本三菱银行合作國際化（直至2014年2月14日出售給越秀集團而完結止）。 

## 公職
- 香港潮州商會連任三届會長

## 榮譽
- 非官守太平紳士（1975）
- 金紫荊星章（2001）